# Chytonix palliatricula
Chytonix palliatricula är en fjärilsart som beskrevs av Achille Guenée 1852. Chytonix palliatricula ingår i släktet Chytonix och familjen nattflyn. Inga underarter finns listade i Catalogue of Life.